# Orokaiva
Les Orokaiva forment un groupe ethnique de Papouasie-Nouvelle-Guinée.
Les 35 000 membres de leur communauté (2000) vivent répartis dans environ 200 villages de l'extrémité orientale de l'île, dans l'actuelle province d'Oro vers la ville de Popondetta. Leur territoire est encadré par la chaîne Owen Stanley au sud, l'ancienne Nouvelle-Guinée allemande à l'ouest et la chaîne des Hydrographes (en) au sud. Ils parlent l'orokaiva, une langue binandéréenne, vigoureuse et bien implantée. 
De tradition animiste, ils sont désormais christianisés. 
Ils distinguent parmi eux trois groupes :
- le peuple de la rivière, Umo-ke ;
- le peuple de l'eau salé, Eva-Embo ;
- le peuple de l'intérieur, les Pereho.

## Rites d'initiation
Leurs rites de passage ont la particularité de concerner à la fois les garçons et les filles : des personnages masqués, vêtus de plumes d'oiseaux et de dents de cochons et simulant les esprits des anciens, entrent dans le village, traquant les enfants dont le jour de l'initiation a sonné. Ils agressent physiquement bétail, arbres et enfants, puis emportent de force ceux-ci sur une plateforme parfaitement semblable à celle sur laquelle on égorge les porcs, pour une mise à mort symbolique. Ils emmènent ensuite les enfants dans la forêt, où ils les abandonnent, les yeux bandés, dans une hutte isolée : on leur dit de faire silence, car ils sont devenus les esprits des morts. Dans la hutte, on leur apprend les symboles cachés derrière chaque type de plume, et le sens des danses sacrées. Ils peuvent alors rentrer au village, où ils se comportent en chasseurs comme leurs ravisseurs l'avaient fait plus tôt.